# جائزة روث ليتل ساتر في الرياضيات
جائزة روث ليتل ساتر في الرياضيات وتُسمى اختصارًا جائزة ساتر،(1) هي جائزةٌ من ضمن 21 جائزةٍ أُخرى تمنحها جمعية الرياضيات الأمريكية (AMS).‏ تُمنح الجائزة كل عامين تقديرًا لمساهمةٍ بارزةٍ في أبحاث الرياضيات قامت بها امرأةٌ في السنوات الست السابقة. تأسست الجائزة في عام 1990 عبر تبرعٍ من جوان بيرمان، وذلك تخليدًا لذكرى أختها روث ليتل ساتر، والتي عملت أساسًا في العلوم الحيوية، وكانت مؤيدةً لضرورة تحقيق تكافؤ الفرص للمرأة في مجال العلوم.
مُنحت الجائزة للمرة الأولى عام 1991، وتهدفُ إلى تقدير التزامِ روث ساتر بالأبحاث وتشجيع النساء في مجال العلوم. يتولى مجلس جمعية الرياضيات الأمريكية اختيار الفائز، وذلك اعتمادًا على توصية لجنة الاختيار. تُمنح الجائزة في اجتماعات الرياضيات المشتركة خلال السنوات الفردية، وتتضمن أيضًا منح مكافأةٍ نقديةٍ مُتواضعة. منذ عام 2003 أصبحت الجائزة تُقدر بـ5,000 دولار أمريكي، بينما في الفترة بين 1997 إلى 2001، كانت تُقدر بـ1,200 دولار أمريكي، وقبل ذلك كان قدرها 4,000 دولار أمريكي. إذا مُنحت الجائزة لأكثر من شخصٍ، فإنَّ أموال الجائزة تُقسم بين الحاصلين عليها.
اعتبارًا من عام 2019، فإنَّ الجائزة مُنحت 15 مرة لستة عشر شخصًا مختلفًا. تعتبر دوسا ماكدوف أول حاصلٍ على الجائزة، وذلك عن عملها في الهندسة التماسكية. مُنحت جائزةٌ مشتركةٌ لمرةٍ وحيدةٍ في عام 2001، وذلك عندما تشاركت كارين سميث مع سيجو وو في الجائزة. مُنحت جائزة عام 2013 إلى مريم ميرزاخاني والتي تُعتبر أول امرأةٍ تحصل على ميدالية فيلدز، وكانت قد حصلت عليها عام 2014، وتُعتبر هذه الميدالية أعلى تقديرٍ يمكن أن يحصل عليه الرياضياتي. كانت قد حصلت على الجائزتين تقديرًا لعملها على هندسة سطوح ريمان ومعامِلات مساحتها. تُعتبر كايزا ماتوماكي آخر من حصل على الجائزة، حيثُ حصلت عليها عام 2021 لعملها (المُشترك في أغلبه مع مكسيم رادزويتش) بفتح مجال الدالات الجدائية في فترات قصيرة بطريقة غير متوقعة تمامًا ومثمرة للغاية.
تُقدم جمعية المرأة في العلوم جائزةً تحمل نفس الاسم، وهي جائزة روث ساتر التذكارية،(2) حيثُ تقدم جائزةً نقديةً قدرها 1,000 دولار أمريكي لطالبةٍ متخرجةٍ بارزةٍ متوقفة عن التعليم لمدة 3 سنوات على الأقل لتربية أسرة.

## الحاصلات عليها
| السنة | صورة | الحاصل عليها                                                  | السبب |
| ----- | ---- | ------------------------------------------------------------- | --- |
| 1991  |      | دوسا ماكدوف                                                   | "لعملها البارز خلال السنوات الخمس الماضية على الهندسة التماسكية" |
| 1993  |      | لاي-سانغ يونغ                                                 | "لدورها الريادي في البحث في الخصائص الإحصائية (أو الحركية) للأنظمة التحريكية" |
| 1995  |      | صن يونج أليس تشانغ                                            | "لإسهاماتها العميقة في دراسة المعادلات التفاضلية الجزئية على متعددات شعب ريماني، وخاصةً لعملها على المشكلات التطرفية في الهندسة الطيفية [الإنجليزية] وتراصّ مقاييس مُتعادلة طيفيًا [الإنجليزية] ضمن فئةٍ تطابقيةٍ [الإنجليزية] ثابتةٍ على ثلاثي الشعب [الإنجليزية]" |
| 1997  |      | إنغريد دوبوشيه                                                | "لتحليلها العميق والجميل للمويجات وتطبيقاتها" |
| 1999  |      | برناديت بيرين-ريو                                             | "لعدد بحوثها النظرية حول الدالة اللامية لعدد ذو أساس أولي ونظرية إيواساوا [الإنجليزية]" |
| 2001  |      | كارين سميث                                                    | "لعملها المُتميز في الجبر التبادلي" |
| 2001  |      | سيجو وو                                                       | "لعملها على مشكلة قديمةٍ في معادلة موجة المياه" |
| 2003  |      | أبيجيل تومسون                                                 | "لعملها المُتميز في الطوبولوجيا ثلاثية الأبعاد [الإنجليزية]" |
| 2005  |      | سفيتلانا جيتوميرسكايا                                         | "لعملها الرائد في إحلال عدم الرجفان [الإنجليزية] شبه الدوري [الإنجليزية]، خصوصًا نتائج أوراقها البحثية (1) انتقال معدن-عازل [الإنجليزية] لعامل ماثيو التقريبي [الإنجليزية]، في مجلة آنلز أوف ماثماتكس‏. (2) 150 (1999)، العدد 3، 1159–1175. (2) مع جان بورغين، طيف مطلق الاتصال [الإنجليزية] لعاملٍ شبه دوري أُحادي البعد، في مجلة إنفنشنس ماثماتكسي [الإنجليزية].‏ 148 (2002)، العدد 3، 453–463" |
| 2007  |      | كلير فوازين                                                   | "لمساهماتها العميقة في الهندسة الجبرية، خصوصًا الحلول الحديثة لمشكلتين قديمتين مفتوحتين: مشكلة كودايرا (على الأنماط التوفيقية [الإنجليزية] من متعدد شعب كالر [الإنجليزية] المركب ومتعددات الشعب الإسقاطية [الإنجليزية] المُركبة، مجلة إنفنشنس ماثماتكسي، 157 (2004)، رقم 2، 329–343). وحدسية غرين [الإنجليزية] (حدسية غرين لنقطة الاقتران [الإنجليزية] القياسية للمنحنيات العامة للنوع الفردي، مجلة كومباسيتيو ماثماتيكا، 141 (2005)، العدد 5، 1163–1190. وحدسية غرين لنقطة الاقتران العامة لمنحنيات النوع الواقع على سطح K3 [الإنجليزية]، مجلة جمعية الرياضيات الأوروبية، 4 (2002)، العدد 4، 363-404)" |
| 2009  |      | لور سانت-ريموند                                               | "لعملها الأساسي على حد تحريكية الموائع ضمن معادلة بولتزمان في النظرية الحركية للغازات" |
| 2011  |      | أميه ويلكينسون                                                | "لإسهاماتها الملحوظة في مجال نظرية الحركية للأنظمة التحريكية الزائدية جزئيًا" |
| 2013  |      | مريم ميرزاخاني                                                | "لإسهاماتها العميقة في نظرية مساحات معامل [الإنجليزية] سطوح ريمان" |
| 2015  |      | هي أو                                                         | "لإسهاماتها الأساسية في مجالات علم تحريك المساحات المتجانسة [الإنجليزية]، والمجموعات الفرعية المنفصلة [الإنجليزية] لمجموعات لاي، وتطبيقات نظرية الأعداد" |
| 2017  |      | لورا ديماركو                                                  | "لإسهاماتها الأساسية في علم التحريك المركب [الإنجليزية]، ونظرية الكمون، والمجال الناشئ علم التحريك الحسابي" |
| 2019  |      | مارينا فيازوفسكا                                              | "لعملها الرائد في الهندسة المتقطعة وحلها المُذهل لمشكلة تعبئة الكرات في البُعد الثامن" |
| 2021  |      | كايزا ماتوماكي                                                | "لعملها (المُشترك في أغلبه مع مكسيم رادزويتش) بفتح مجال الدالات الجدائية في فترات قصيرة بطريقة غير متوقعة تمامًا ومثمرة للغاية…" |
| 2023  |      | باناجيوتا داسكالوبولوس [الإنجليزية] ناتاشا شيشوم [الإنجليزية] | "لعملها الرائد في دراسة الحلول القديمة لمعادلات التطور الهندسي" |
| 2025  |      | آنا كاراياني [الإنجليزية]                                     | "للمساهمات في الهندسة الحسابية ونظرية الأعداد، وتحديدًا برنامج لانغلاندز." |

## هوامش
- «1»: جائزة روث ليتل ساتر في الرياضيات (بالإنجليزية: Ruth Lyttle Satter Prize in Mathematics)‏، اختصارًا جائزة ساتر (بالإنجليزية: Satter Prize)‏.
- «2»: جائزة روث ساتر التذكارية (بالإنجليزية: Ruth Satter Memorial Award)‏.